# Westböhmisches Museum in Pilsen

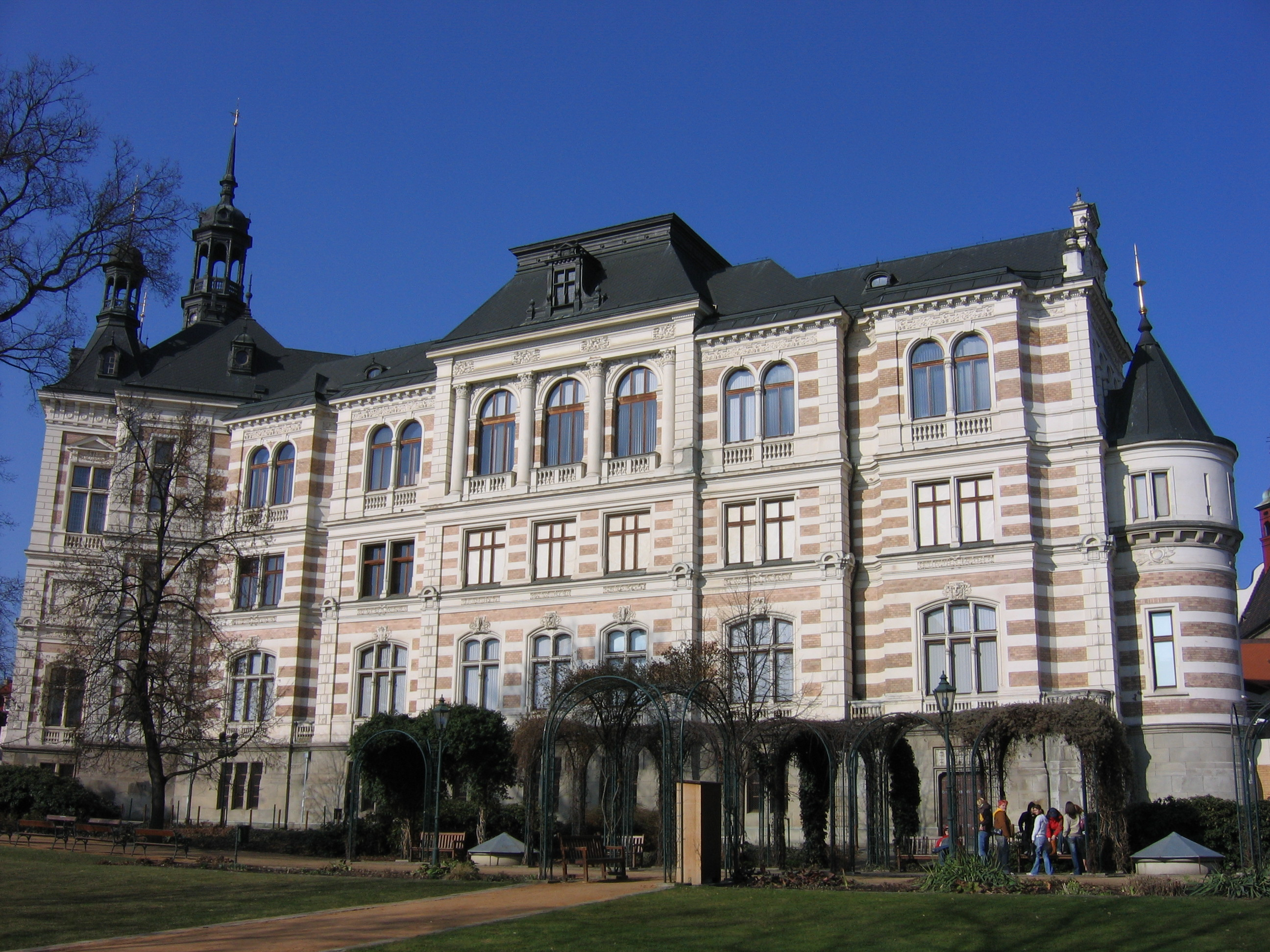
Westböhmisches Museum (Seitenansicht)

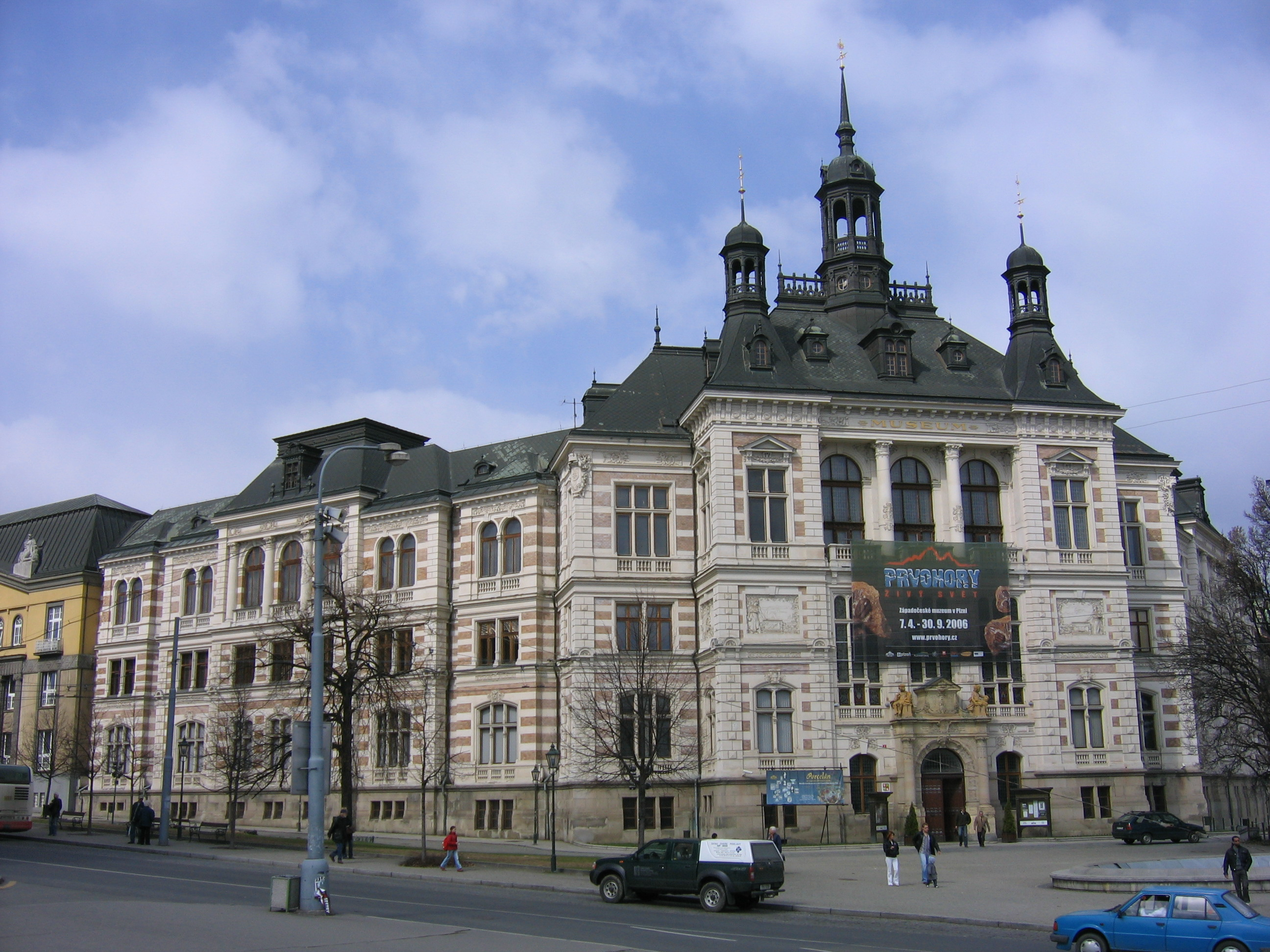
Einer der Flügel des Gebäudes des Westböhmischen Museums in Pilsen

Das Westböhmische Museum in Pilsen Západočeské muzeum v Plzni ist eine Museumseinrichtung in Westböhmen und ein Zentrum für wissenschaftliche Arbeit in mehreren Disziplinen. Das Hauptgebäude des Museums befindet sich in Pilsen. Das Museum ist eine Einrichtung des Plzeňský kraj und gehört zu den wichtigsten Museumseinrichtungen der Region.

## Geschichte
1888 beschloss der Pilsener Rat, ein neues Gebäude für das Museum zu bauen. Der Entwurf des Museums stammt von dem Architekten Josef Škorpil. 1895 wurden die Projektarbeiten abgeschlossen und der Bau des Neorenaissance-Gebäudes begann. 1898 wurden die Bauarbeiten abgeschlossen. Nach den Entwürfen des Bildhauers Celda Klouček wurden die plastische Dekoration der Fassade und die Stuckdekoration der Hallen angefertigt. In den 1990er Jahren erfolgte eine komplette Rekonstruktion des Gebäudes, einschließlich eines vollständigen Austauschs von Fachwerken. Im November 1998 wurde das Museumsgebäude wiedereröffnet.

## Gliederung
Ein wichtiger Teil des Museumsalltags ist der Forschungsarbeit gewidmet. Das Museum hat 10 Fachabteilungen: Volkskunde, Neuere Geschichte, Urgeschichte, Mittelalter, Paläontologie, Botanik, Zoologie, Restaurierung, Abteilung für Archäologische Rettungsgrabungen und das Museum für Kunsthandwerk. Derzeit werden im Hauptgebäude vier Dauerausstellungen betrieben: das Zeughaus, eine Sammlung von Meißner Porzellan, Archäologie der Pilsener Region und regionale Geschichte.
Zweigstellen sind das Volkskundemuseum und das Marionettenmuseum auf dem Platz der Republik, das „Diözese-Museum“ im ehemaligen Franziskanerkloster mit einer Dauerausstellung christlicher Gegenstände der bildenden Kunst und das Dr.-Šimon-Adler-Museum in Hartmanice mit einer Ausstellung zur Geschichte der jüdischen Bevölkerung Westböhmens.